# Rejon olewski
Rejon olewski – jednostka administracyjna wchodząca w skład obwodu żytomierskiego Ukrainy.
Rejon został utworzony w 1923 roku. Jego powierzchnia wynosi 2248 km², a ludność liczy około 42 tysięcy mieszkańców. Siedzibą władz rejonowych jest Olewsk.
Na terenie rejonu znajduje się 1 miejska rada, 4 osiedlowe rady i 20 silskich rad, obejmujących 52 wsie i 2 osady.

## Miejscowości rejonu
- Andrzejówka (Андріївка)
- (Артинськ)
- (Бацеве)
- (Білокоровичі)
- Białokurowicze Nowe (Нові Білокоровичі)
- Bolarka (Болярка)
- Buczmany (Бучмани)
- (Будки)
- Dzierżanówka[2] (Держанівка)
- Dibrowa (Діброва)
- Drużba (Дружба)
- (Джерело)
- (Хмелівка)
- Choczyn (Хочине)
- Jurowe (Юрове)
- Kamionka (Кам'янка)
- (Кишин)
- (Ковалівка)
- (Комсомольське)
- (Копище)
- (Корощине)
- (Ліски)
- (Лісове)
- (Лугове) osada
- Łopatycze (Лопатичі)
- (Майдан)
- (Майдан-Копищенський)
- (Михайлівка)
- (Млинок)
- Nowoozerianka (Новоозерянка)
- (Обище)
- Olewsk (Олевськ)
- Ozeriany[3] (Озеряни)
- (Перга)
- (Пояски)
- Radowel (Радовель)
- Rudnia (Рудня)
- Rudnia Bystra[4] (Рудня-Бистра)
- Rudnia Zamysłowicka (Рудня-Замисловицька)
- Rudnia Ozierańska (Рудня-Озерянська)
- Rudnia Perzańska (Рудня-Перганська)
- Rudnia Radowelska (Рудня-Радовельська)
- Rudnia Choczyńska (Рудня-Хочинська)
- (Сарнівка)
- Serdiuky (Сердюки)
- (Сновидовичі)
- (Соснівка)
- (Стовпинка)
- Suszany (Сущани)
- (Шебедиха)
- (Тепениця)
- (Устинівка)
- (Варварівка)
- (Забороче)
- Zamysłowicze (Замисловичі)
- (Зольня)
- (Зубковичі)
- (Жовтневе)
- Żubrowicze (Жубровичі)
- Żurżawicze (Журжевичі)